# Kalabsha
Kalabsha of Kalabsja (Arabisch: كلابشة, Kalābaša) was een plaats in Neder-Nubië in Egypte. Het was de locatie van het Oud-Egyptische Talmis. De plaats bevond zich ongeveer 50 kilometer ten zuiden van Aswan, en bevindt zich nu onder het Nassermeer.
De plaats beleefde haar hoogtijdagen als lokaal centrum van het koninkrijk Nobatia, na de introductie van het christendom in de 6e eeuw. Ze werd omringd door een stadsmuur ter verdediging tegen overvallen van nomaden. Vergelijkbare muren waren enige eeuwen eerder gebouwd in Faras, en in de christelijke tijd in Ikhmindi, Sabagura en Sheik Daud. Kenmerkend voor de Nubische verdedigingswerken waren hoekig vooruitspringende poortgebouwen.

## Mandulis-Tempel
Kalabscha is vooral bekend vanwege haar tempels. Hier stond de in zandsteen gebouwde hoofdtempel van de Nubische god Mandulis en de godin Isis van Philae. De tempel, waarvan het tempelhuis alleen al 77 meter lang is, is de grootste vrijstaande tempelcomplex in Neder-Nubië. Het door een 15 meter hoge bakstenen muur omringde tempelplein meet 66 × 92 meter.
Een heiligdom van de 18e dynastie werd door Ptolemaeus VIII door een kleine tempel vervangen. Deze tempel werd onder Augustus vervangen door een grotere faciliteit. De inscripties en decoraties van de tempel bleven echter onvoltooid. In de christelijke tijd werden delen van de tempel tot kerk omgebouwd.
De tempel van Kalabsja werd na de constructie van de Aswandam in 1961-1963 onder Duitse leiding in 13.000 blokken gedemonteerd, en samen met van elders afkomstige tempels heropgebouwd op het eiland Nieuw-Kalabsja, iets zuiden en in het zicht van de Aswandam. Een ouder gebouw, dat tijdens het verwijderen van de tempel van Ptolemaeus in de fundamenten werd ontdekt, werd op het eiland Elephantine herbouwd. Een eveneens in de fundamenten aangetroffen poortgebouw, waarvan de stenen waren gebruikt als bouwmateriaal, werd door Egypte kant aan de Bondsrepubliek Duitsland geschonken voor hun hulp bij de UNESCO-campagne om de Nubische antiquiteiten te redden, en bevindt zich sinds 1973 in het Egyptisch museum te Berlijn. Een verhuizing naar het Pergamonmuseum is gepland. In de directe omgeving op Nieuw-Kalabsja werd de kiosk van Kertassi herbouwd.
De tempel staat sinds 1979 op de Werelderfgoedlijst van UNESCO.